# Xian autonome yao de Jianghua
Le xian autonome yao de Jianghua (江华瑶族自治县 ; pinyin : Jiānghuá yáozǔ Zìzhìxiàn) est un district administratif de la province du Hunan en Chine. Il est placé sous la juridiction de la ville-préfecture de Yongzhou.

## Démographie
La population du district était de 440 923 habitants en 1999.